# Sybota abdominalis
Sybota abdominalis là một loài nhện trong họ Uloboridae.
Loài này thuộc chi Sybota. Sybota abdominalis được Hercule Nicolet miêu tả năm 1849.